# مورا جونستون
مورا جونستون (بالإنجليزية: Maura Johnston)‏ هي صحفية أمريكية، ولدت في 28 مايو 1975 في سيوسيت في الولايات المتحدة.